# Pagode (musique)
Pour les articles homonymes, voir Pagode (homonymie).
Le pagode désigne à la fois un genre musical populaire brésilien, sous-genre du samba et une formation interprétant ce type de musique. Le terme désignait initialement une fête entre amis, avec beaucoup de nourriture, de boisson et de samba.
Le style trouve son origine dans les faubourgs et les fonds de jardins de Rio de Janeiro, vers la fin des années 1970, avec l'interprétation festive de sambas de enredo par de petites formations entre amis. Ici, la section rythmique est réduite à sa plus simple expression : un surdo, une pandeiro, un tamborim, un reco-reco, un rebolo quelques ganzas… La section mélodique est représentée par les chanteurs et un ou plusieurs cavaquinhos ainsi qu'une guitare de six ou sept cordes.
Sous l'influence de certains musiciens (dont notamment les membres du groupe Fundo de Quintal), des instruments nouveaux sont apparus, venant remplacer les instruments traditionnels de la batucada trop bruyants pour de si petites assemblées : ce sont notamment le repique de mão, le tantã et le banjo-cavaquinho.